# Chevrolet Lova RV
Chevrolet Lova RV — пятиместный субкомпактвэн, выпускавшийся с 2016 по 2019 год компаниями General Motors и SAIC Motor на базе Chevrolet Sail.

## Описание
Chevrolet Lova RV ориентирован на многодетные семьи и семейные пары, которые не заинтересованы в малолитражных внедорожниках. Цена составляет выше Sail, но ниже семейных внедорожников (таких как Captiva). Конкурентом Chevrolet Lova RV является Changan Eulove.
Дизайн Lova RV сочетает в себе переднюю часть, соответствующую современным стандартам дизайна Chevrolet, тонкие стойки для улучшения видимости, а также материалы среднего класса и технологии GM в интерьере. В отличие от многих внедорожников, продаваемых в Китае, Lova RV оснащён всеми необходимыми функциями безопасности, в том числе стандартными двойными подушками безопасности даже в базовой комплектации (LS).
Комплектации Chevrolet Lova RV — LS, LT и LTZ.

## Технические характеристики
Chevrolet Lova RV оснащён 1,5-литровым рядным четырёхцилиндровым двигателем в паре с пятиступенчатой механической или четырёхступенчатой автоматической трансмиссией. Двигатель отвечает стандарту выбросов China-V. Расход топлива составляет 5,6 л/100 км. Привод — передний.
Все версии Lova RV оснащены передней подвеской MacPherson и зависимой торсионной подвеской сзади, а также передними дисковыми и задними барабанными тормозами.